# Ebaeus pedicularius
Ebaeus pedicularius är en skalbaggsart som först beskrevs av Carl von Linné 1758.  Ebaeus pedicularius ingår i släktet Ebaeus, och familjen Malachiidae. Arten har ej påträffats i Sverige.